# 江苏师范大学科文学院
江苏师范大学科文学院，原名徐州师范大学科文学院，是江苏师范大学举办的普通全日制本科独立学院，地处江苏师范大学泉山校区。

## 历史
2000年4月，批准成立；2005年5月，转为独立学院。
2021年6月8日，江苏师范大学发布公告，宣布江苏师范大学科文学院终止与高职院校的合并转设工作，不再转设为职业教育本科。

## 专业设置
根据2021年学院普招计划分专业安排表，按照院系分有如下专业：
- 人文与艺术学院
  - 语言文学系
    - 汉语言文学
    - 广告学
    - 汉语国际教育
    - 日语
    - 英语

  - 艺术系
    - 播音与主持艺术
    - 广播电视编导
    - 数字媒体艺术
    - 网络与新媒体
    - 影视摄影与制作
    - 视觉传达设计
- 商学院
  - 财经系
    - 国际经济与贸易
    - 互联网金融
    - 金融科技
    - 金融工程
    - 经济学
    - 经济统计学

  - 管理系
    - 财务管理
    - 会计学
    - 旅游管理
    - 物流管理
    - 市场营销
- 工学院
  - 自动化系
    - 测绘工程
    - 电气工程及其自动化
    - 机械设计制造及自动化
    - 电气工程与智能控制
    - 自动化
    - 机器人工程

  - 信息工程系
    - 电子信息工程
    - 软件工程
    - 数据科学与大数据技术
    - 物联网工程
    - 智能科学与技术